# Osiješko-baranjska županija
Osiješko-baranjska županija (hrvaško Osječko-baranjska županija) je ena izmed 21 županij Hrvaške. Glavno mesto županije je Osijek.

## Geografija
Baranja leži med Donavo in Dravo ob njunem sotočju, kot zgodovinska pokrajina pa je danes razdeljena med Hrvaško in Madžarsko, kje leži njen večji del (županija Baranja).

## Upravna delitev
- Mesto Osijek (sedež županije)
- Mesto Beli Manastir (središče hrvaške Baranje)
- Mesto Belišće
- Mesto Donji Miholjac
- Mesto Đakovo (sedež rimskokatoliške nadškofije in metropolije)
- Mesto Našice
- Mesto Valpovo
- Občina Antunovac
- Občina Bilje
- Občina Bizovac
- Občina Čeminac
- Občina Čepin
- Občina Darda
- Občina Donja Motičina
- Občina Draž
- Občina Drenje
- Občina Đurđenovac
- Občina Erdut
- Občina Ernestinovo
- Občina Feričanci
- Občina Gorjani
- Občina Jagodnjak
- Občina Kneževi Vinogradi
- Občina Koška
- Občina Levanjska Varoš
- Občina Magadenovac
- Občina Marijanci
- Občina Petlovac
- Občina Petrijevci
- Občina Podravska Moslavina
- Občina Podgorač
- Občina Popovac
- Občina Punitovci
- Občina Satnica Đakovačka
- Občina Semeljci
- Občina Strizivojna
- Občina Šodolovci
- Občina Trnava
- Občina Viljevo
- Občina Viškovci
- Občina Vladislavci
- Občina Vuka